# Fleet Foxes (альбом)
Fleet Foxes — дебютный студийный альбом американской инди-фолк-группы Fleet Foxes, выпущенный 3 июня 2008 года лейблами Sub Pop и Bella Union. Альбом получил широкое признание критиков, многие из которых назвали его одним из лучших альбомов 2000-х годов и одним из величайших дебютных альбомов всех времён.

## История
Группа Fleet Foxes была образована в Сиэтле, штат Вашингтон, в 2006 году авторами песен Робином Пекнольдом и Скайлером Скьелсетом. Пекнольд вырос в близлежащем Киркленде, богатом пригороде. Родители подарили ему акустическую гитару в средней школе. Он познакомился со Скьелсетом в средней школе, их объединила музыка и схожие норвежские корни. В десятом классе Пекнольд бросил учёбу, окончил муниципальный колледж и погрузился в музыку. Он переехал в город и устроился работать в ресторан, где присоединился к местной группе Dolour и подружился с другими опытными музыкантами. Далее Пекнольд приобрёл связи, работая в ресторане буррито, где он открыл для себя более современный инди-рок.
Сначала пара остановилась на названии The Pineapples, но оно было занято местной панк-группой. Вместо этого Пекнольд придумал название Fleet Foxes, которое, по его мнению, навевало мысли об охоте на лис. В состав группы вошли Кристиан Варго (бас, гитара, вокал) и Кейси Уэскотт (клавишные, мандолина, вокал), оба участники электронного коллектива Crystal Skulls, и Николас Петерсон (ударные, вокал), бывший участник инди-рок-группы Pedro the Lion. Группа постоянно давала местные концерты и начала получать положительные отзывы в прессе.

## Запись
Группа начала записывать альбом в 2007 году в подвале дома родителей Пекнольда и в доме у Уэскотта. Продюсированием альбома занимался ветеран-инженер Phil Ek, известный по работе с другими знаменитостями Тихоокеанского Северо-Запада, такими как Built to Spill. Эк впервые встретился с Пекнольдом за четыре года до этого. Ранее Эк помог Fleet Foxes записать их первое демо и использовал своё влияние, чтобы помочь продать его звукозаписывающим лейблам.
Работа над альбомом была завершена в ноябре 2007 года, при этом Пекнольд снова наложил новые вокальные партии в ночь перед последней сессией микширования.

## Темы
В [альбоме] мы решили сделать акцент на гармонии, простой трех- и четырёхчастной блочной гармонии. Песни тоже должны быть простыми — песни о наших друзьях и семье, истории, природе и том, что окружает нас на Тихоокеанском Северо-Западе. Вместо сложных вокальных мелодий мы бы попытались использовать гитары, мандолины, банджо и другие маленькие инструменты, чтобы заполнить мелодические пространства в музыке. Мы старались избегать традиционных песенных структур, иногда соединяя две песни в одну, или избегая припевов и куплетов в пользу длинных вокальных раундов и чередующихся инструментальных секций.
Альбом объединяет фолк-музыку, госпел, психоделический поп и стиль Sacred Harp. Обозреватель Rolling Stone Остин Скаггс описал музыку альбома как плотную, выделив использование прогрессивных контрмелодий. Гармоничные аранжировки альбома были интерпретированы как пышные и текстурные. Хотя в музыке слышны госпел-традиции, Пекнольд не был воспитан в религиозном духе. Вместо этого он почувствовал, что набожный аспект оказался более убедительным с точки зрения написания песен. Его настроение вызывает пасторальные образы, тоску по более лёгким временам; Пекнольд назвал это «неинформированной ностальгией».
Пасторальная музыка альбома в основном акустическая, а тексты автобиографические и философские — большая часть тем связана с друзьями и семьёй Пекнольда. «Blue Ridge Mountains» был первоначально назван в честь деда Пекнольда, Боба Валааса.
Для создания песен альбома Пекнольд отправился в сельскую бревенчатую хижину, построенную его дедом в небольшом посёлке Плейн, штат Вашингтон. Он только что вернулся домой после длительного похода с братом и сестрой, и природные достопримечательности наложили отпечаток на его лирику. Он был открыт для предложений своих товарищей по группе и стремился развивать песни до тех пор, пока группа в целом не считала их законченными. Пекнольд, который на протяжении всей работы поёт в тоскливом тоне, стремился подчеркнуть вокальные аранжировки так же, как струнные обогащают классическую музыку. При создании песен альбома он отошёл от сочинения песен о любви и боролся с тревогой и одиночеством. «White Winter Hymnal» была написана о друзьях, которые бросили Пекнольда в средней школе. Пекнольд был особенно вдохновлён иконами шестидесятых Бобом Диланом и Брайаном Уилсоном, а более современное влияние на него оказали Джоанна Ньюсом и Эллиотт Смит. Кроме того, Пекнольд перечислил другие повлиявшие на него группы середины XX века, такие как the Zombies, Steeleye Span и Crosby, Stills, Nash & Young.

## Обложка
Обложка альбома представляет собой картину с крестьянским пейзажем, проиллюстрированную художником XVI века Питером Брейгелем Старшим. Картина «Нидерландские пословицы» была закончена в 1559 году. Вокалист/гитарист Робин Пекнольд отмечает, что:
Когда вы впервые видите эту картину, она очень пасторальная, но когда вы присматриваетесь, там происходят очень странные вещи: чуваки испражняются монетами в реку, люди горят, люди разделывают живую овцу, этот странный чувак, похожий на корень дерева, сидит с собакой. Все эти странные вещи происходят на самом деле. Мне понравилось, что первое впечатление — это просто красиво, но потом ты понимаешь, что сцена — это странный хаос. Мне нравится, что ты не можешь принять ее такой, какая она есть, что твое первое впечатление о ней ошибочно.
Пекнольд объяснил Mojo, как картина оказалась на обложке:
Мы пытались понять, что мы хотим сделать, и мой брат разрабатывал некоторые вещи, когда я увидел эту картину Брейгеля в книге, которая была у моей девушки. Мне понравилось, что в ней есть интригующий смысл, как будто каждая маленькая сцена имеет свою историю. И мне показалось, что она подходит для этой пластинки — плотной, но единой, не коллаж или что-то в этом роде. И мне нравилось, что она похожа на «Где Уолли?», что ее можно долго разглядывать на виниловой пластинке и находить новые мелочи.

Было очень легко уговорить музей в Берлине, в котором она хранится, согласиться. Они были очень рады, что группа захотела его использовать, и поместили его в свой бюллетень. Когда вы открываете ее, внутри оказывается узор пейсли, вырезанный из корешка книги, которую мне подарила мама Ская (Skjelset, лид-гитара). Мы хотели получить два совершенно разных ощущения
Обложка получила ежегодную награду Best Art Vinyl Award 2008, организованную компанией Artvinyl.com, производящей рамки и оформление для альбомов.

## Отзывы
| Совокупная оценка    | Совокупная оценка |
| Источник             | Оценка            |
| -------------------- | ----------------- |
| Metacritic           | 87/100            |
| Оценки критиков      |                   |
| Источник             | Оценка            |
| AllMusic             | [ 21 ]            |
| The A.V. Club        | B+                |
| Entertainment Weekly | A                 |
| The Guardian         | [ 24 ]            |
| Mojo                 | [ 25 ]            |
| NME                  | 7/10              |
| Pitchfork            | 9.0/10            |
| Q                    | [ 28 ]            |
| Rolling Stone        | [ 29 ]            |
| Spin                 | [ 30 ]            |

Альбом Fleet Foxes получил положительные отзывы критиков. На сайте Metacritic, который присваивает средневзвешенную оценку из 100 баллов рецензиям мейнстримных изданий, этот релиз получил средний балл 87, основанный на 31 рецензии, что свидетельствует о «всеобщем признании». The Guardian назвал его «вехой в американской музыке, мгновенной классикой». Аналогичную похвалу альбому дал AllMusic, который заявил, что «Fleet Foxes это такой удовлетворительный, уверенный в себе дебю».
Журнал Uncut присудил альбому свою инаугурационную премию Uncut Award в 2008 году за «самый лучший альбом последних 12 месяцев». Журнал Q magazine признал его вторым лучшим альбомом 2008 года, а сам альбом вошёл в список «100 лучших записей 2008 года» по версии The Times и занял место № 3 в списке «50 лучших альбомов 2008 года» по версии WERS Boston. Альбом также получил рецензию в разделе «In A Word» еженедельного подкаста EGGCAST, где он был охарактеризован как «уютный» и «органичный». Mojo присвоил дебюту редко встречающийся ярлык «Instant Classic». До выхода альбома Джоанны Ньюсом Have One on Me в апрельском номере 2010 года это был последний альбом, удостоившийся такой чести. Гедди Ли из группы Rush включил этот альбом в число своих любимых в списке из интервью The Quietus. Альбом занял 36 место в списке 40 Greatest Stoner Albums, составленном Rolling Stone в 2013 году, и 88 место в списке 100 лучших альбомов XXI века, составленном The Guardian на основе опроса музыкальных обозревателей в 2019 году.

### Итоговые списки
| Публикация                               | Страна         | Список                                       | Год  | Ранг |
| ---------------------------------------- | -------------- | -------------------------------------------- | ---- | ---- |
| Amazon.com                               | США            | Best Music of 2008 (Editors' Pick)           | 2008 | 3    |
| Drowned in Sound                         | Великобритания | 50 Best Albums of the Year                   | 2008 | 45   |
| Q                                        | Великобритания | 50 Best Albums of the Year                   | 2008 | 2    |
| Rolling Stone                            | США            | 50 Best Albums of the Year                   | 2008 | 11   |
| Spin                                     | США            | 40 Best Albums of the Year                   | 2008 | 5    |
| The Times                                | Великобритания | 100 Best Albums of the Year                  | 2008 | 1    |
| Pitchfork                                | США            | 50 Best Albums of the Year                   | 2008 | 1    |
| Billboard.com                            | США            | 10 Best Albums of the Year (Critics’ Choice) | 2008 | 1    |
| Paste                                    | США            | Top 50 Albums of 2008                        | 2008 | 6    |
| WERS Boston                              | США            | Top 50 Albums of 2008                        | 2008 | 3    |
| Under the Radar                          | США            | Best of 2008                                 | 2008 | 1    |
| No Ripcord                               | Великобритания | Top 50 Albums of 2008                        | 2008 | 1    |
| Mojo                                     | Великобритания | Top 50 Albums of 2008                        | 2008 | 1    |
| Dagbladet                                | Норвегия       | Top International Albums of 2008             | 2008 | 9    |
| The Know                                 | Австралия      | Top 10 Albums of 2008                        | 2008 | 5    |
| Rolling Stone                            | США            | 100 Best Albums of the Decade                | 2009 | 47   |
| Rhapsody                                 | США            | 100 Best Albums of the Decade                | 2009 | 56   |
| 1001 Albums You Must Hear Before You Die | США            | 1001 Albums You Must Hear Before You Die     | 2009 | N/A  |

## Концертные исполнения
Гастрольный цикл Fleet Foxes оказался гораздо масштабнее, чем группа предполагала: он включал в себя четыре тура по Северной Америке, три европейских тура, Австралию и Новую Зеландию. В начале года группа гастролировала с Blitzen Trapper. В том году группа сделала значительную остановку на фестивале South by Southwest, которая вызвала одобрение слушателей. Выступление группы было встречено на ура, что вызвало резонансные публикации в крупных изданиях, таких как Rolling Stone. Группа была приглашена на открытие тура с Wilco; на одной из остановок они вышли на сцену, чтобы дуэтом исполнить на бис «I Shall Be Released». Они также рекламировали пластинку, выступая в ночных программах Saturday Night Live и Позднее шоу с Дэвидом Леттерманом.

## Список композиций
Все песни написал Робин Пекнольд.

### Disc one
| №   | Название                      | Длительность |
| --- | ----------------------------- | ------------ |
| 1.  | «Sun It Rises»                | 3:14         |
| 2.  | «White Winter Hymnal»         | 2:27         |
| 3.  | «Ragged Wood»                 | 5:07         |
| 4.  | «Tiger Mountain Peasant Song» | 3:28         |
| 5.  | «Quiet Houses»                | 3:32         |
| 6.  | «He Doesn't Know Why»         | 3:20         |
| 7.  | «Heard Them Stirring»         | 3:02         |
| 8.  | «Your Protector»              | 4:09         |
| 9.  | «Meadowlarks»                 | 3:11         |
| 10. | «Blue Ridge Mountains»        | 4:25         |
| 11. | «Oliver James»                | 3:23         |

### Disc two (2008, ограниченное издание)
| №  | Название                      | Длительность |
| -- | ----------------------------- | ------------ |
| 1. | «Sun Giant»                   | 2:06         |
| 2. | «Drops in the River»          | 4:11         |
| 3. | «English House»               | 4:48         |
| 4. | «Mykonos» (alternate version) | 3:39         |
| 5. | «Isles»                       | 3:06         |

### Disc two (2009, японское ограниченное издание)
| №  | Название                   | Длительность |
| -- | -------------------------- | ------------ |
| 1. | «Sun Giant»                | 2:14         |
| 2. | «Drops in the River»       | 4:12         |
| 3. | «English House»            | 4:40         |
| 4. | «Mykonos»                  | 4:35         |
| 5. | «Innocent Son»             | 3:06         |
| 6. | «False Knight on the Road» | 3:45         |

## Чарты
| Чарт (2008—2009)                   | Высшая позиция |
| ---------------------------------- | -------------- |
| Австралия (ARIA)                   | 90             |
| Бельгия/Фландрия (Ultratop)        | 12             |
| Бельгия/Валлония (Ultratop)        | 88             |
| Дания (Hitlisten)                  | 36             |
| Нидерланды (Album Top 100)         | 39             |
| Франция (SNEP)                     | 78             |
| Германия (Offizielle Top 100)      | 51             |
| Ирландия (IRMA)                    | 23             |
| Италия (Classifica album)          | 51             |
| Норвегия (VG-lista)                | 14             |
| Швеция (Sverigetopplistan)         | 16             |
| Великобритания (UK Albums Chart)   | 3              |
| США (Billboard 200)                | 36             |
| США (Billboard Independent Albums) | 2              |

| Чарт (2008)                        | Позиция |
| ---------------------------------- | ------- |
| UK Albums (OCC)                    | 162     |
| Чарт (2009)                        | Позиция |
| Belgian Albums (Ultratop Flanders) | 34      |
| UK Albums (OCC)                    | 38      |

## Сертификации
| Регион | Сертификация | Продажи  |
| --- | ------------ | -------- |
| Бельгия (BEA) | Золотой      | 15 000*  |
| Великобритания (BPI) | Платиновый   | 534,385  |
| США (RIAA) | Золотой      | 500 000^ |
| * Данные о продажах приведены только на основе сертификации. ^ Данные о тиражах приведены только на основе сертификации. |              |          |